# AKA (rapper)
Kiernan Jarryd Forbes (Cidade do Cabo, 28 de janeiro de 1988 – Durban, 10 de fevereiro de 2023), mais conhhecido como AKA, foi um rapper, compositor, produtor musical, cantor e empresário sul-africano.

## Morte
Em 10 de fevereiro de 2023, AKA foi baleado e morto em um popular local noturno na Florida Road de Durban. De acordo com uma testemunha no local, Forbes foi baleado enquanto estava na calçada quando o tiroteio começou.